# Unione Sportiva Casertana 1968-1969
Questa pagina raccoglie le informazioni riguardanti l'Unione Sportiva Casertana nelle competizioni ufficiali della stagione 1968-1969.

## Rosa
| N. |                   | Ruolo | Calciatore          |
| -- | ----------------- | ----- | ------------------- |
|    | Italia (bandiera) | C     | Andrea Agnoletto    |
|    | Italia (bandiera) | D     | Ezio Anghileri      |
|    | Italia (bandiera) | D     | Alessandro Ballotta |
|    | Italia (bandiera) | A     | Giampaolo Cominato  |
|    | Italia (bandiera) | C     | Mario De Grassi     |
|    | Italia (bandiera) | D     | Antonio De Luca     |
|    | Italia (bandiera) | D     | Domenico Di Maio    |
|    | Italia (bandiera) | A     | Marco Fazzi         |
|    | Italia (bandiera) | D     | Roberto Gatti       |

| N. |                   | Ruolo | Calciatore         |
| -- | ----------------- | ----- | ------------------ |
|    | Italia (bandiera) | P     | Gennaro Illiano    |
|    | Italia (bandiera) | D     | Salvatore Lombardi |
|    | Italia (bandiera) | A     | Franco Migliorati  |
|    | Italia (bandiera) | C     | Sandro Minto       |
|    | Italia (bandiera) | P     | Franco Pezzullo    |
|    | Italia (bandiera) | P     | Massimo Piloni     |
|    | Italia (bandiera) | C     | Davide Savini      |
|    | Italia (bandiera) | C     | Renzo Selmo        |
|    | Italia (bandiera) | C     | Leo Taccetti       |